# 朱表椈
安溪懷僖王朱表椈（？—1502年）是明朝晉靖王朱奇源之庶三子。他在弘治七年受封鎮國將軍，並在正德二年死，次年因父亲被追封为晋王而被追封安溪王，諡號懷僖。由於他無子，因此明朝安溪國没有传承。
| 無 原因：明政府封之 | 明安溪國國王 追封 | 無 原因：無子，封國廢除 |